# Kosovečko
 Kosovečko  falu Horvátországban Krapina-Zagorje megyében. Közigazgatásilag Konjščinához tartozik.

## Fekvése
Krapinától 26 km-re délkeletre, községközpontjától 3 km-re északra a megye keleti részén, a Horvát Zagorje területén fekszik.

## Története
A településnek 1857-ben 124, 1910-ben 258 lakosa volt. Trianonig Varasd vármegye Zlatari járásához tartozott. 2001-ben 103 lakosa volt.

## Külső hivatkozások
Konjščina község hivatalos oldala